# Tethytragus
Il tetitrago (gen. Tethytragus) è un mammifero artiodattilo estinto, appartenente ai bovidi. Visse nel Miocene medio (circa 14-13 milioni di anni fa) e i suoi resti fossili sono stati ritrovati in Europa e in Turchia.

## Descrizione
Questo animale doveva assomigliare vagamente a una capra, e anche le dimensioni dovevano essere paragonabili; il peso doveva aggirarsi intorno ai 30 chilogrammi. Le corna erano piuttosto lunghe, e si inserivano in parte sull'orbita e in parte sulla volta cranica. In vista laterale, le corna erano verticali, mentre in vista frontale erano divergenti. Le corna erano a sezione ovale, molto compresse in senso trasversale e ricurve all'indietro. In alcune specie di Tethytragus era presente una leggera torsione. L'ornamentazione era notevole, ma non vi era alcuno sviluppo di carene. La dentatura presentava una morfologia primitiva, molto simile a quella dell'antico Eotragus; i denti della zona jugale erano a corona più alta (ipsodonti) e i molari presentavano stili meno sviluppati. La proporzione delle ossa delle zampe ricordava quella dell'antilope attuale Redunca redunca. 

## Classificazione
Il genere Tethytragus venne descritto per la prima volta nel 1994, sulla base di resti fossili precedentemente attribuiti al genere affine Caprotragoides. A Tethytragus appartengono almeno due specie: T. langai ritrovata in Spagna, dotata di corna fortemente ornamentate e dall'osso frontale molto pneumatizzato, e T. koehlerae della Turchia, con un osso frontale poco pneumatizzato. A questo genere è stata attribuita anche la specie T. stehlini, di maggiori dimensioni, proveniente dalla Cecoslovacchia e a volte considerata una specie di Caprotragoides. Sembra che quest'ultimo genere, tipicamente asiatico, abbia dato origine ai generi Tethytragus in Europa e Gentrytragus in Nordafrica e nel Vicino Oriente.

## Paleobiologia
Tethytragus, così come gli assai simili Caprotragoides e Gentrytragus, possedeva una morfologia dentaria che indica una dieta basata su una grande varietà di piante. Gran parte delle caratteristiche di questi tre generi sembrerebbero essere stati adattamenti a terreni aperti, ma altri tratti indicherebbero una preferenza per territori maggiormente boschivi o addirittura montuosi. Questo mosaico di caratteristiche indica che questi animali furono probabilmente in grado di invadere diversi biotopi in breve tempo, e di colonizzare vaste aree geografiche. 